# Регнальд Високий
Регнальд Високий (або Руда Борода ) — згідно з легендами, викладеними Саксоном Грамматиком і його продовжувачами, онук Радбарта, по "Сегуброту" родич або брат, вождь рутенів (Regnaldus Ruthenus, Rathbarthi nepos) ( Гардарикі ) У деяких варіантах уточнюється, що Регнальд правив у Кенугарді   (Київ).

## Основні відомості
Про Регнальда згадується зазвичай у зв'язку Битви при Броваллі, як союзник Сіґурда Перстеня, якому він доводиться двоюрідним братом. Вважається що Регнальд Високий був найсильнішим із союзників Сіґурда. Прізвище Руда Борода символізує силу і мудрість, а також означає зв'язок з магією(?).
Згідно з ісландською книгою "Сегуброт" Регнальд загинув у поєдинку з фризьким витязем Уббі: «Недовго тривав бій, як військо конунга Харальда атакував витязь, якого звали Уббі Фріз. Він напав там, де була передня частина клину в строю конунга Хринга, і провів перший бій з Регнвальдом Радбардом, і їхня сутичка була дуже жорстокою, і можна було бачити жахливі удари, якими обмінювалися ці сміливці. Вони завдавали один одному багато могутніх ударів, але Уббі був настільки великим витязем, що не зупинявся, доки поєдинок їх не скінчився тим, що Регнвальд загинув від руки Уббі.»

## Етимології імені
Ім'я Регнальд зазвичай вважають давньоскандинавською формою імені Рйогнвальд ( шведською Ragnvald ), або зіставляють з іменами, зафіксованими в інших мовах. Наприклад, слов'янське ім'я Рог[о]волод / Роговлад (Rohovlad у середньовіччі зустрічається у чехів), або литовське - Рінгольд .